# Bennett Mnguni
Bennett Mnguni (18 marzo 1974) è un ex calciatore sudafricano, di ruolo centrocampista.

## Statistiche

### Cronologia presenze e reti in nazionale
| Cronologia completa delle presenze e delle reti in nazionale ― Sudafrica | Cronologia completa delle presenze e delle reti in nazionale ― Sudafrica | Cronologia completa delle presenze e delle reti in nazionale ― Sudafrica | Cronologia completa delle presenze e delle reti in nazionale ― Sudafrica | Cronologia completa delle presenze e delle reti in nazionale ― Sudafrica | Cronologia completa delle presenze e delle reti in nazionale ― Sudafrica | Cronologia completa delle presenze e delle reti in nazionale ― Sudafrica | Cronologia completa delle presenze e delle reti in nazionale ― Sudafrica |
| Data                                                                     | Città                                                                    | In casa                                                                  | Risultato                                                                | Ospiti                                                                   | Competizione                                                             | Reti                                                                     | Note                                                                     |
| ------------------------------------------------------------------------ | ------------------------------------------------------------------------ | ------------------------------------------------------------------------ | ------------------------------------------------------------------------ | ------------------------------------------------------------------------ | ------------------------------------------------------------------------ | ------------------------------------------------------------------------ | ------------------------------------------------------------------------ |
| 3-6-2001                                                                 | Monrovia                                                                 | Liberia                                                                  | 1 – 1                                                                    | Sudafrica                                                                | Qual. Coppa d'Africa 2002                                                | -                                                                        | Ammonizione                                                              |
| 17-6-2001                                                                | Durban                                                                   | Sudafrica                                                                | 0 – 0                                                                    | Rep. del Congo                                                           | Qual. Coppa d'Africa 2002                                                | -                                                                        |                                                                          |
| 1-7-2001                                                                 | Ouagadougou                                                              | Burkina Faso                                                             | 1 – 1                                                                    | Sudafrica                                                                | Qual. Mondiali 2002                                                      | -                                                                        | 46’                                                                      |
| 14-7-2001                                                                | Durban                                                                   | Sudafrica                                                                | 2 – 0                                                                    | Malawi                                                                   | Qual. Mondiali 2002                                                      | -                                                                        |                                                                          |
| 21-7-2001                                                                | Blantyre                                                                 | Malawi                                                                   | 1 – 0                                                                    | Sudafrica                                                                | Coppa COSAFA 2001 - Quarti di finale                                     | -                                                                        |                                                                          |
| 15-1-2002                                                                | Mahikeng                                                                 | Sudafrica                                                                | 1 – 0                                                                    | Angola                                                                   | Amichevole                                                               | -                                                                        | 62’                                                                      |
| 30-1-2002                                                                | Ségou                                                                    | Sudafrica                                                                | 3 – 1                                                                    | Marocco                                                                  | Coppa d'Africa 2002 - 1º turno                                           | -                                                                        | 44’ 63’                                                                  |
| 27-3-2002                                                                | Tbilisi                                                                  | Georgia                                                                  | 4 – 1                                                                    | Sudafrica                                                                | Amichevole                                                               | -                                                                        | 46’                                                                      |
| 23-5-2002                                                                | Hong Kong                                                                | Sudafrica                                                                | 2 – 0                                                                    | Turchia                                                                  | HKSAR Reunification Cup                                                  | -                                                                        |                                                                          |
| 18-1-2004                                                                | Dakar                                                                    | Senegal                                                                  | 2 – 1                                                                    | Sudafrica                                                                | Amichevole                                                               | -                                                                        | 66’                                                                      |
| 31-1-2004                                                                | Monastir                                                                 | Nigeria                                                                  | 4 – 0                                                                    | Sudafrica                                                                | Coppa d'Africa 2004 - 1º turno                                           | -                                                                        | 46’                                                                      |
| 30-3-2004                                                                | Londra                                                                   | Australia                                                                | 1 – 0                                                                    | Sudafrica                                                                | Amichevole                                                               | -                                                                        | 59’                                                                      |
| Totale                                                                   |                                                                          | Presenze                                                                 | 12                                                                       |                                                                          | Reti                                                                     | 0                                                                        |                                                                          |